# Эскадренные миноносцы типа «Сомерс»
Лидеры эскадренных миноносцев типа «Сомерс» (англ. Somers class) — тип эскадренных миноносцев военно-морского флота США построенных между мировыми войнами.
Заказано 5 эсминцев, построенных на двух верфях, и введенных в эксплуатацию в 1937—1939 годах.
Все корабли приняли участие в боевых действиях во Второй мировой войне, и четыре пережили войну.

## История разработки
Первоначально планировалось, что по программе 1934-го финансового года будут построены два очередных лидера типа «Porter» (DD-381 и 383). Однако появление проекта эсминцев типа «Мэхэн» с новой экономичной ЭУ, в которой использовались компактные высоконапорные котлы и двухступенчатые редукторы, привело к тому, что лидеры также решили перепроектировать под аналогичную энергетическую установку с вывод дымоходов всех котлов в одну дымовую трубу. Все улучшения не влезали в 1850 дл. тонн лимита, выходило более 1950. Пришлось отказаться от массивной кормовой надстройки с постом управления огнём и запасных торпед. В итоге американская сторона сторона пошла на откровенный подлог — стандартное водоизмещение новых лидеров было официально объявлено равным 1850 дл. тонн, а реальная цифра держалась в тайне. На самом деле стандартное водоизмещение этих эсминцев составило 2014 дл. тонн. Использование новой энергетической установки позволило увеличить дальность плавания при неизменном запасе топлива.

## Конструкция
Отказ от массивной кормовой надстройки с постом управления огнём позволил изменить состав торпедного вооружения — появился третий ТА в диаметральной плоскости (чему также способствовал вывод дымоходов всех ПК в единую дымовую трубу).

### Вооружение
Особенностью лидеров нового проекта стало не только такое же мощное, как и у «Портеров», артиллерийское вооружение — восемь неуниверсальных 127-мм орудий Mark 12 в спаренных установках Mark 22 со скорострельностью до 12…15 выстрелов в минуту на ствол, но сильное торпедное вооружение — три счетверённых торпедных аппарата. Запасные торпеды не предусматривались.

## Модернизации
В 1941 году решили заменить 28-мм автоматы и 12,7-мм пулемёты на 3 × 2 40-мм «бофорса» и 6 × 1 20-мм «эрликонов». Поскольку остойчивость кораблей этого типа и раньше была недостаточной, перевооружение сопровождалось мероприятиями по снижению перегрузки — верхние ярусы кормовой надстройки вместе с кормовым 28-мм автоматом демонтировались, снимались также ТА № 2 и башня № 3.
На освободившейся кормовой надстройке оборудовалась позиция для «бофорса» (смещенная к правому борту), второй «бофорс» расположили за дымовой трубой (со смещением к левому борту). Третий «бофорс» заменял 28-мм автомат на его позиции перед мостиком.
Эти работы начались уже после вступления США в войну. Демонтаж башни № 3 решили провести позднее, что привело к тому, что «бофорс» на кормовой надстройке не ставился, а на его месте временно монтировали «эрликон». При этом корабли несли 2×2 40-мм и 5 × 1 20-мм автоматов. Так же провели усиление противолодочного вооружения — запас ГБ для кормовых БС увеличили до 23 шт., а на верхней палубе по бокам от кормовой надстройки установили шесть бомбомётов (39 ГБ).

## Список эсминцев типа
| Название   | Вымпел | Верфь                       | Заложен    | Спущен     | В строю    | Списан     | Судьба                                                                   |
| ---------- | ------ | --------------------------- | ---------- | ---------- | ---------- | ---------- | ------------------------------------------------------------------------ |
| Somers     | DD-381 | Federal Shipbuilding, Карни | 27.06.1935 | 13.03.1937 | 01.12.1937 | 28.10.1945 | Продан на слом в 1947 году                                               |
| Warrington | DD-383 | Federal Shipbuilding, Карни | 10.10.1935 | 15.05.1937 | 09.02.1938 | 23.09.1944 | 13 сентября 1944 года погиб во время урагана севернее Багамских островов |
| Sampson    | DD-394 | Bath Iron Works             | 08.04.1936 | 16.04.1938 | 19.08.1938 | 01.11.1945 | Продан на слом в 1946 году                                               |
| Davis      | DD-395 | Bath Iron Works             | 28.07.1936 | 30.07.1938 | 09.11.1938 | 19.10.1945 | Продан на слом в 1947 году                                               |
| Jouett     | DD-396 | Bath Iron Works             | 26.03.1936 | 24.09.1938 | 25.01.1939 | 01.11.1945 | Продан на слом в 1946 году                                               |

## Служба
«Warrington» 13 сентября 1944 затонул во время шторма в 175 милях юго-восточнее Багамских островов.
| Сравнительные ТТХ предвоенных эсминцев и лидеров |                               |                               |                               |                  |                                         |                          |                                   |
| Тип                                              | «Портер»                      | «Трайбл»                      | «Сомерс»                      | «Асасио»         | «Ленинград»                             | «Леберехт Маасс»         | «Ле Фантаск»                      |
| Построено единиц                                 | 8                             | 27                            | 5                             | 10               | 3                                       | 4                        | 6                                 |
| Размерения Д×Ш×О, м                              | 116×11,2×3,2                  | 114,9×11,12×3,96              | 116,1×11,3×3,8                | 115,0×10,3×3,7   | 127,5×11,7×4,18                         | 119×11,3×4,3             | 132,4×12,4×5                      |
| Водоизмещение, стандартное/полное, дл. т         | 1850/2597                     | 1854/2519                     | 2014/2767                     | 1962/2370        | 2000/2651                               | 2197/3106                | 2528/3326                         |
| Артиллерия ГК                                    | 127-мм/38 — 4×2               | 120-мм/45 — 4×2               | 127-мм/38 — 4×2               | 127-мм/50 — 3×2  | 130-мм/50 — 5×1                         | 127-мм/45 — 5×1          | 138-мм/50 — 5×1                   |
| Зенитная артиллерия                              | 28-мм/75 — 2×4, 12,7-мм — 2×1 | 40-мм/40 — 1×4, 12,7-мм — 2×4 | 28-мм/75 — 2×4, 12,7-мм — 2×1 | 25-мм — 2×2      | 76-мм — 2×1, 45-мм — 2×1, 12,7-мм — 4×1 | 37-мм — 2×2, 20-мм — 6×1 | 37-мм — 2×2, 13,2-мм — 2×2        |
| Торпедное вооружение                             | 2 × 4 — 533-мм                | 1 × 4 — 533-мм                | 3 × 4 — 533-мм                | 2 × 4 — 610-мм   | 2 × 4 — 533-мм                          | 2 × 4 — 533-мм           | 3 × 3 — 550-мм                    |
| Противолодочное вооружение                       | 14 ГБ                         | ГЛ «Асдик», 20 ГБ             | 14 ГБ                         | 16 ГБ            | 30 ГБ                                   | 18 ГБ                    | 16 ГБ                             |
| Энергетическая установка                         | ПТ, 50 000 л. с.              | ПТ, 44 000 л. с.              | ПТ, 52 000 л. с.              | ПТ, 50 000 л. с. | ПТ, 66 000 л. с.                        | ПТ, 70 000 л. с.         | ПТ, 74 000 л. с.                  |
| Максимальная скорость, узлов                     | 37                            | 36                            | 37                            | 35               | 40                                      | 38                       | 38                                |
| Дальность плавания, морские мили                 | 6500 на 12 узлах              | 5700 на 15 узлах 3200 на 20   | 7500 на 12 узлах              | 5700 на 15 узлах | 2100 на 20 узлах                        | 1900 на 19 узлах         | 4000 на 15 узлах 2500 на 25 узлах |